# Lama (pattedyr)
 For alternative betydninger, se Lama. (Se også artikler, som begynder med Lama)
Lamaen (Lama glama) er et dyr, som tilhører familien kameldyr. Den betragtes som den domesticerede form af guanaco. Lamaen lever i Andes i Sydamerika. I nutiden bruges den stadig som transportdyr i Sydamerika, men ikke så udbredt som tidligere, da den er blevet udkonkurreret af den mekaniserede verden. Lamaens uld og kød anvendes dog også i mindre udstrækning. Det er som oftest de kastrerede hanner, der benyttes som trækdyr, da de er lettest at håndtere.

## Udseende
Dyret når en mankehøjde på mellem 110 og 120 centimeter, i sjældne tilfælde op til 130 centimeter, og vejer mellem 120 og 150 kg. Det er kendetegnet ved sin lange hals og ører. I modsætning til arter fra kamelfamilien i den gamle verden (dromedar og kamel) mangler lamaen pukler. Som med de fleste husdyr er pelsens farve variabel. Der findes både ensfarvede hvide, sorte eller brune individer og flerfarvede individer med forskellige mønstre. På hver fod findes to trædepuder og dyrets overlæbe er opdelt i to bevægelige dele.

## Levevis

### Adfærd og rangorden
Lamaer er flokdyr og tillige et klassisk flugtdyr, men det er for lamaer ikke så udpræget som for heste. Lamaen lever i sociale grupper med en dominerende han og et harem af hunner. En sådan flok anføres af alfahannen, der ikke ubetinget behøver at være den stærkeste lama, men en der ved fare bevarer roen og dermed formidler sikkerhed til de øvrige flokdyr. Kampe mellem hannerne foregår ved bid og rasende skrig, indtil den ene han har underordnet sig den anden. Bortset fra dette er lamaer fredelige flokdyr.

### Lyde
Lamaen giver sjældent lyd fra sig (nogle gange en "summen"), men signalerer med dens kropholdning, hvordan den har det. Når ørerne er opretstående og halen hænger afslappet nedad, går det lamaen godt. Går halen opad, er dette et udtryk for at lamaen føler sig utryg, og hvis gurglende lyde bliver hørbare, føler den sig yderst utilpas.

### Forplantning
Efter drægtighedsperioden, der varer 11 til 12 måneder, fødes normalt kun én unge og kun sjældent tvillinger. Unge dyr bliver kønsmodne efter cirka to år. De slikker ikke deres nyfødte rene, da deres tunge ikke kan komme ret langt ud af munden. Derimod pusler de om, og ”nynner” meget for dem lige efter fødslen.

### Føde
Lamaer lever af græs, urter, buske, lav, blade og svampe.

### Spytten
Det lamaen måske er bedst kendt for, er at den spytter i forskellige situationer, som når den bliver bange eller føler sig truet. Når lamaen spytter, er det bemærkelsesværdigt præcist. Normalt spytter den ikke på folk, men derimod mod hinanden for at styrke deres position i hierarkiet eller holde artsfæller på afstand. Spyt er kun ment til at advare en modstander. I mere alvorlige situationer spytter dyret delvist fortæret foder, som det kaster op gennem spiserøret. Det er grønt og ildelugtende, men kan nemt vaskes væk. Den kan spytte cirka 10-15 meter.

## Domesticering
Ifølge forskerne var lamaer tamme 3000 f.Kr. Desuden skal guanakoen være lamaens forfader. Andre forskere hævder, at lamaer fra begyndelsen var en anden art end guanakoen, og at den vilde form nu er uddød. At bestemme lamaens udvikling er meget vanskeligt eller næsten umuligt på grund af tilstedeværelsen af flere krydsninger med guanako, alpaka og vikunja. Selv i dag er der hybrider mellem disse arter.

## Anvendelse
Alle mennesker, der er eller har været bosat i Andesbjergene anvender lamaer som kæle- og/eller husdyr. Arten er først og fremmest et lastdyr,  og ingen andre dyr fra Sydamerika er tæmmet til dette formål. At lamaen var vigtig for inkaerne, ses blandt andet af de store ofringer af lamaer, som fandt sted i inkariget. Alene i inkaernes sølvminer blev der anvendt over 300.000 lamaer som pakdyr. Lasten på op til 75 kilogram, blev fordelt på begge sider af ryggen, og med et lededyr med flag og klokke i spidsen bevægede karavanen sig tidligere på bjergvejene. De kunne gå frit; kun nogle få førere og hyrder fulgte med. Mere end 20-25 kilometer om dagen nåede de dog ikke. Navnlig til at bære sølvet ned fra minerne ved Potosi var de meget brugt, men først fortrængte æsler og muldyr dem og senere jernbanerne.
Lamaen har en meget blød pels, som anvendes til beklædning, men alpacauld anses for mere værdifuld. Indianerne anvender kødet som fødevare, huden som læder, fedt i olielamper til lys og ekskrementerne som brændsel. For inkaernes status som en civilisation var lamaen meget vigtig. Da spanske bosættere ankom til regionen, var der omkring 10 millioner lamaer hos inkafolket. Siden da mindskedes dens betydning på grund af hesten og fårets indførsel.
Lamaen bruges stadig som lastdyr, især i Peru. I Sydamerika findes der i dag ca. 3 millioner lamaer, der især holdes for deres uld og kød.

Dyret opdrættes nu også uden for Sydamerika.

I Sverige har der for nylig været forsøgt at bruge lamaen som "hyrde". Lamaen tager kommandoen over flokken af får, accepteres som deres leder, og beskytter derefter flokken mod ulve og andet. Evnen til at spytte med sit maveindhold, når ulven kommer, er her ganske nyttig, men der er tvivl om hvor effektivt det virker.

## Billeder
- Lamaer
- Lama
- Græssende lama
- Lama som lastdyr
- Løbende lama

## Eksterne links
- Wikimedia Commons har flere filer relateret til Lama (pattedyr)
- Dansk Lamaforening